# 高田誠三
高田 誠三（たかだ せいぞう、1928年10月14日 - 2010年10月2日）は、日本の写真家。
大阪芸術大学写真学科教授、全日本写真連盟理事、日本写真家協会会員、朝日カルチャーセンター講師などを歴任した。

## 経歴
- 1928年 大阪市生まれ。
- 1948年 浪華写真倶楽部入会。
- 1949年 大阪府立化学工業専門学校（現・大阪府立大学）を卒業後、カネボウハリス株式会社 研究室に勤務。
- 1956年に同社を退社して写真家となる。
- 1974年 個展「四季の彩」を開催。
- 1976年 全日本写真連盟創立50周年記念功労賞受賞。
- 1980年 第八回写真芸術国際ビエンナーレで五大陸五作家に選ばれる。
- 1996年 国際ビエンナーレにて個展「美しき日本」を開催。
- 2010年10月2日、扁桃扁平上皮癌のため死去[1]、享年81。

## 著書
- 現代カメラ新書『暗室の特殊技法』朝日ソノラマ、1977年
- 『彩々流転 高田誠三写真集』日本写真企画、1991年
- ブティックムック  No.247『高田誠三集』シンク、1998年